# Pelabravo (kommunhuvudort)
Pelabravo är en kommunhuvudort i Spanien. Den ligger i provinsen Provincia de Salamanca och regionen Kastilien och Leon, i den centrala delen av landet, 170 km väster om huvudstaden Madrid. Pelabravo ligger 816 meter över havet och antalet invånare är 919.
Terrängen runt Pelabravo är platt. Runt Pelabravo är det ganska tätbefolkat, med 72 invånare per kvadratkilometer. Närmaste större samhälle är Salamanca, 8,0 km nordväst om Pelabravo. Trakten runt Pelabravo består till största delen av jordbruksmark.